# アゾリゾフィルス属
アゾリゾフィルス属（Azorhizophilus）はPseudomonadota門ガンマプロテオバクテリア綱シュードモナス目シュードモナス科の属の一つで、アゾリゾフィルス・パスパリ（Azorhizophilus paspali）を基準種かつ唯一の所属種として含む。